# Rick Bullock

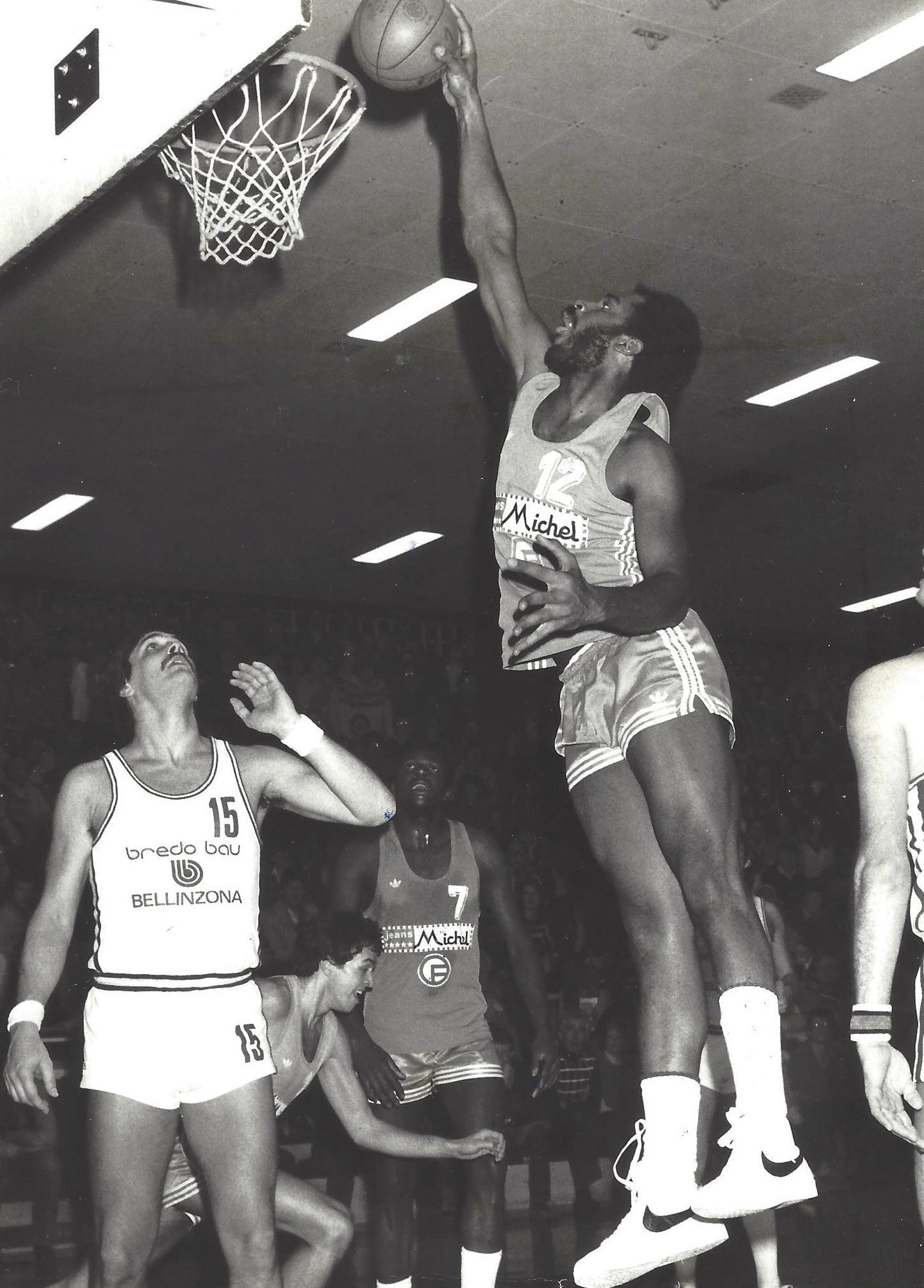
Oben: Rick Bullock als Spieler von Fribourg Olympic

Rick Bullock (* 9. August 1954 in San Antonio) ist ein ehemaliger US-amerikanischer Basketballspieler.

## Werdegang
1972 stand Bullock mit der Schulmannschaft der Thomas Jefferson High School aus San Antonio im Endspiel um die Meisterschaft im Bundesstaat Texas, dort verlor man. Bullock wechselte an die Texas Tech University, an der er von 1972 bis 1976 spielte und studierte. 1985 wurde er in die Ruhmeshalle des Hochschulsports an der Texas Tech University aufgenommen. Bullock erzielte für die Mannschaft insgesamt 2118 Punkte (Mittelwert: 19,8 Punkte/Spiel) sowie 1057 Rebounds (Mittelwert: 9,9 Rebounds/Spiel), zweimal war er Spieler des Jahres der Southwest Conference.
Die New York Knicks sicherten sich im Jahr 1976 im Draftverfahren der NBA die Rechte am 2,06 Meter großen Innenspieler, ließen ihn an 57. Stelle aufrufen. Zum Einsatz in der NBA kam Bullock nicht, obwohl er im April 1977 von den San Antonio Spurs unter Vertrag genommen wurde.
In der Saison 1978/79 bestritt Bullock in der US-Liga Continental Basketball Association (CBA) 33 Einsätze für die Lancaster Red Roses, erzielte 13,8 Punkte sowie 10,8 Rebounds je Begegnung. Nachdem er 1979/80 im italienischen Cantù gespielt hatte, stand Bullock von 1980 bis 1983 bei Fribourg Olympic unter Vertrag. 1981 und 1982 gewann er mit den Üechtländern die Schweizer Meisterschaft. In der Saison 1982/83 trat er mit Olympic im Europapokal der Landesmeister an. Sein Höchstwert in einem Spiel dieses Wettbewerbs waren 32 Punkte, die er Anfang November 1982 gegen seinen vorherigen Verein Cantù erzielte. Bullock und sein Landsmann Kelvin Hicks galten als das damals beste Gespann ausländischer Spieler in der Schweiz. Bullock war im ersten Jahr seines Aufenthalts bei Fribourg Olympic auch als Jugendtrainer tätig.
Nach seiner Rückkehr nach San Antonio war Bullock als Buchhalter für die Wasserwerke der Stadt beruflich tätig und trainierte Basketball-Jugendmannschaften.